# 郷間幹男
郷間 幹男（ごうま みきお）は、日本の編曲家、作曲家。滋賀県出身。ウィンズスコア代表取締役。

## 来歴
- サックス・プレイヤーとしてメジャーデビューを経験。
- 2020年東京オリンピック・パラリンピック閉会式編曲を担当。
- 数々のアーティスト（東京スカパラダイスオーケストラ、YOASOBI等）へ楽曲のアレンジを提供。
- 楽譜出版社の経営、コンクール・コンテストの審査員など、幅広い活動を行っている。

## 主要作品
- 『コンサート・マーチ「虹色の未来へ」』（2018年度全日本吹奏楽コンクール課題曲）[1]
- 『NHK Eテレ みんなのうた「ツバメ～スカパラバージョン」』公式吹奏楽編曲[2]
- 『夏の高校野球応援ソング / 「熱闘甲子園」テーマソング』公式吹奏楽編曲[3]
- 『KONAMI「パワフルプロ野球」』公式吹奏楽応援歌編曲[4]
- 『YOASOBI「ラブレター」』ブラスアレンジ担当[5]
- 『ZIP!テーマソング「一日花」』公式吹奏楽編曲[6]
- 『東京スカパラダイスオーケストラ「風のプロフィール」』吹奏楽アレンジ担当[7]
- 『NHK大河ドラマ「どうする家康」浜松パレードバージョン』吹奏楽編曲